# Cause (rivière)
Infernet
Pour les articles homonymes, voir Cause (homonymie) et Infernet (homonymie).
Cette rivière du département français des Bouches-du-Rhône présente une caractéristique, elle change de nom au milieu de son parcours. Elle se nomme l’Infernet sur son cours supérieur et la Cause sur son cours inférieur ,,.

## L’Infernet
L’Infernet, ou ruisseau des Infernets, est le nom du cours supérieur d’une rivière du département français des Bouches-du-Rhône. Au Tholonet elle change de nom pour devenir la Cause. Elle prend sa source sur le flanc Nord-Est de la montagne Sainte-Victoire et se jette dans l'Arc à Palette (Masse d'eau : FRDR10255).

### Cours de l’Infernet
L’Infernet prend sa source sur la commune de Vauvenargues, sur le versant Nord de la montagne Sainte-Victoire entre le hameau de Claps et le pic des Mouches. Il se dirige vers l'ouest, longeant le village de Vauvenargues, jusqu'à la retenue du barrage de Bimont. Il s'oriente ensuite au sud-ouest et entre dans des gorges très étroites, Il se jette alors dans la retenue du barrage Zola, ancien bassin d'alimentation en eau de la ville d'Aix-en-Provence. L’Infernet descend ensuite vers le sud et passe sous le barrage de La Petite Mer, ancienne réserve d’eau du château du Tholonet.
C’est, selon différents auteurs,,, à la sortie de la gorge de La Petite Mer ou au niveau de la cascade sous les ruines du pont aqueduc romain sur les hauteurs du Tholonet, que l’Infernet change de nom pour devenir la Cause.
La Cause se jette dans l’Arc à Palette.

### Communes traversées
- Vauvenargues
- Saint-Marc-Jaumegarde
- Le Tholonet

### Affluents
- Rive droite :
  - Ruisseau du Sambuc
  - La source de Vauvenargues
- Rive gauche :
  - Vallat des Rayols
  - Ruisseau du Delubre[Note 4]
  - Jas de Bimont[Note 5]

### Eaux de l’Infernet
Les eaux de l’Infernet sont de bonne qualité chimique et écologique grâce à un apport externe d’eau brute continue (les fuites du barrage Bimont, lui-même alimenté par le Verdon via le canal de Provence).

### Régime Hydraulique

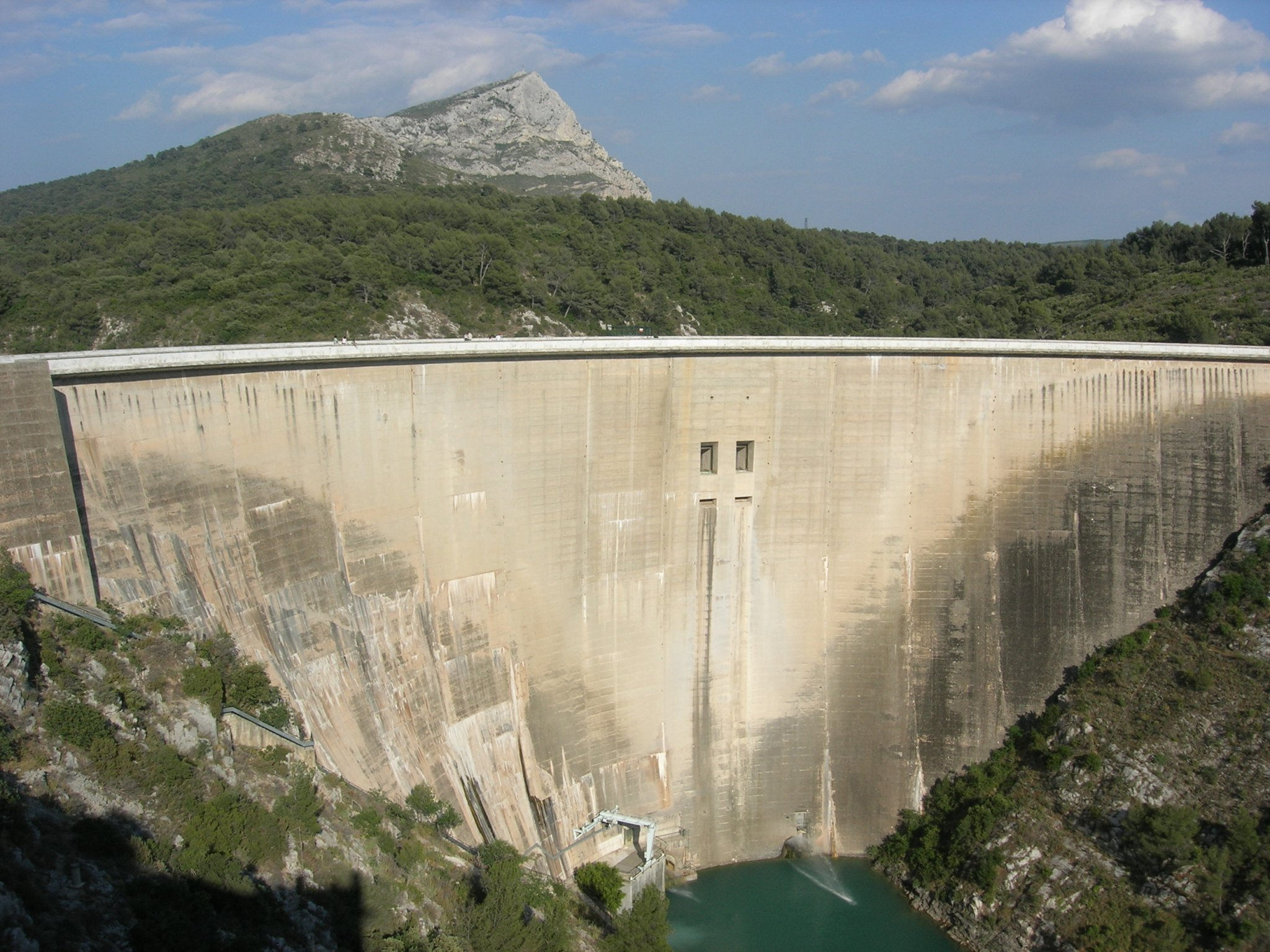
Barrage Bimont.

#### À l’amont du barrageBimont
Pluvial méditerranéen.
Le régime pluvial méditerranéen présente un minimum très profond en été, les assecs sont fréquents, avec un seul maximum en hiver.

#### À l’aval du barrageZola
Les deux grands barrages présents sur cette rivière, écrêtent les crues, et à l’aval du barrage Zola le débit est pérenne et quasiment constant.

### Débits

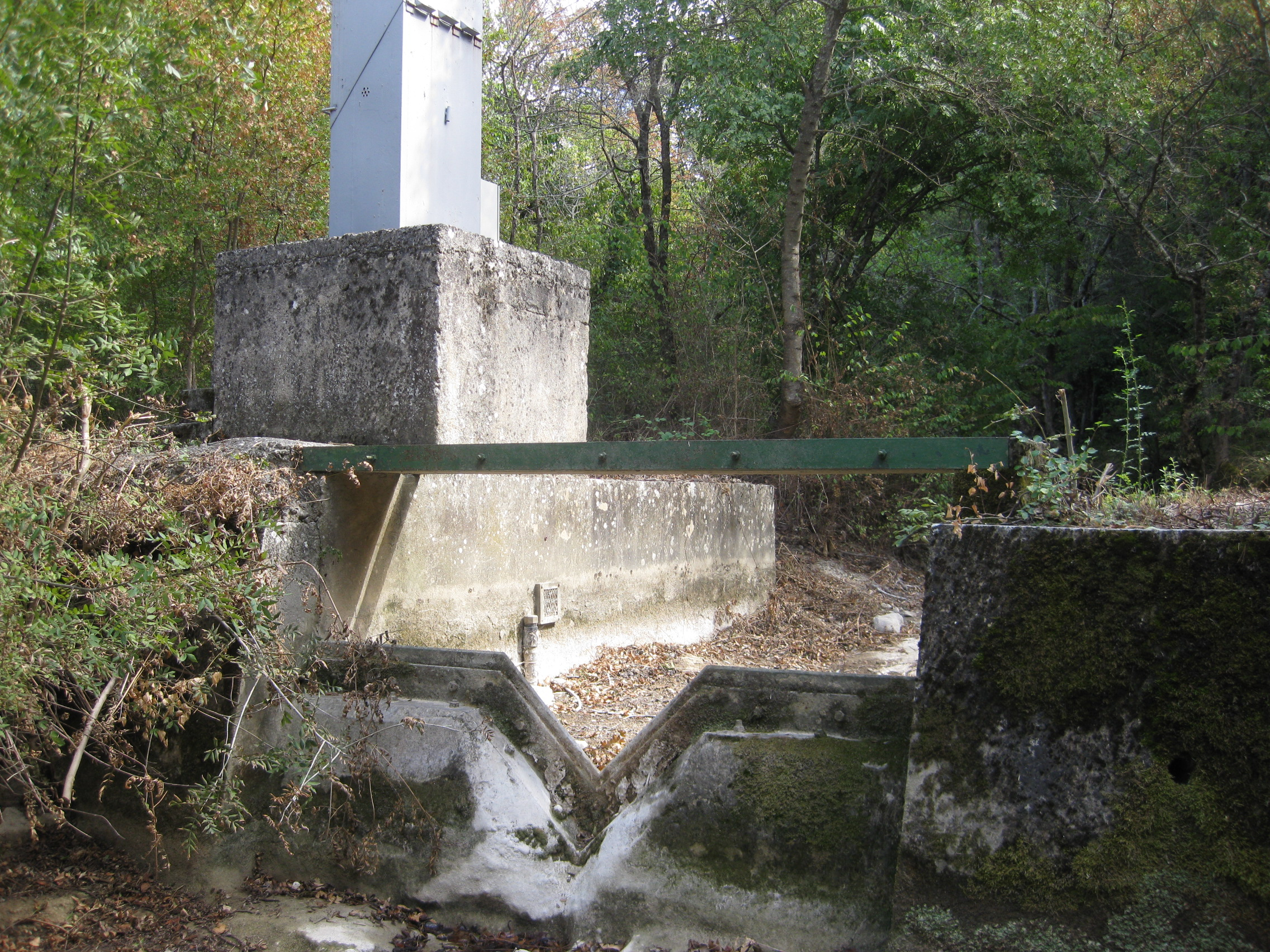
L’Infernet à sec.

#### À l’amont du barrageBimont
En amont du barrage Bimont, le débit de l’Infernet est typique du régime pluvial méditerranéen, les assecs sont fréquents en été. Le débit moyen annuel est de 81 litres par seconde.
Comme pour toutes les rivières de Provence, les crues sont rapides et violentes. La crue avec une période de retour de 1 000 ans présente un débit maximal estimé de 300 m3/s. La plus grosse crue connue, depuis la construction de barrage Bimont, date du 16 janvier 1978, le débit a été évalué à environ 75 m3/s.
La station de mesures hydrauliques des Gaudinettes (code station Y4105210) mesure les débits de l’Infernet à l’endroit où il se jette dans la retenue du barrage Bimont, altitude 344 m, le bassin versant est ici d’environ 28 km2.

#### À l’aval du barrageZola
En aval du barrage Zola, grâce aux infiltrations des deux barrages qui écrêtent les crues, le débit est pérenne et quasiment constant, il est d’environ 50 litres par seconde.

### Ouvrages hydrauliques

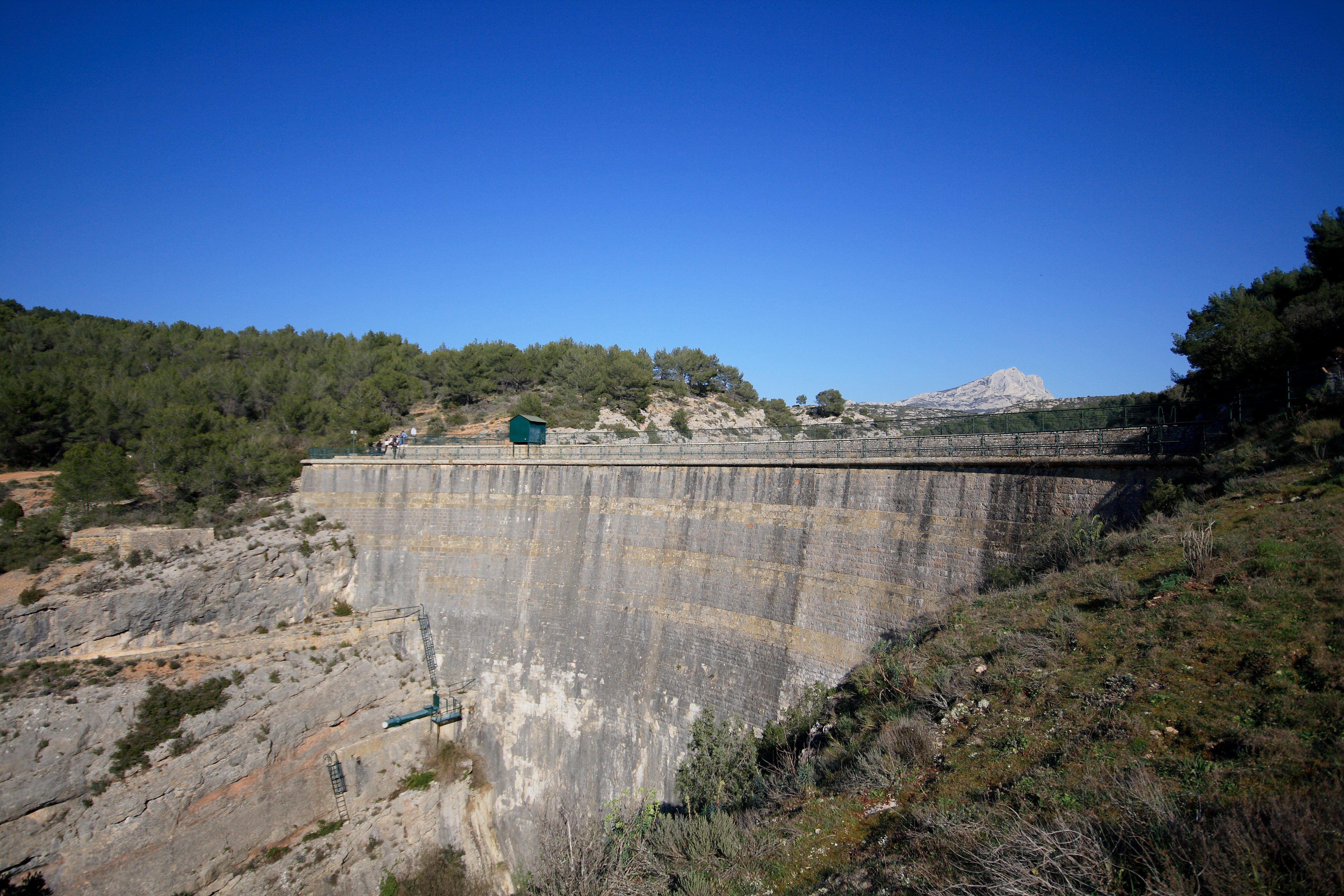
Barrage Zola.

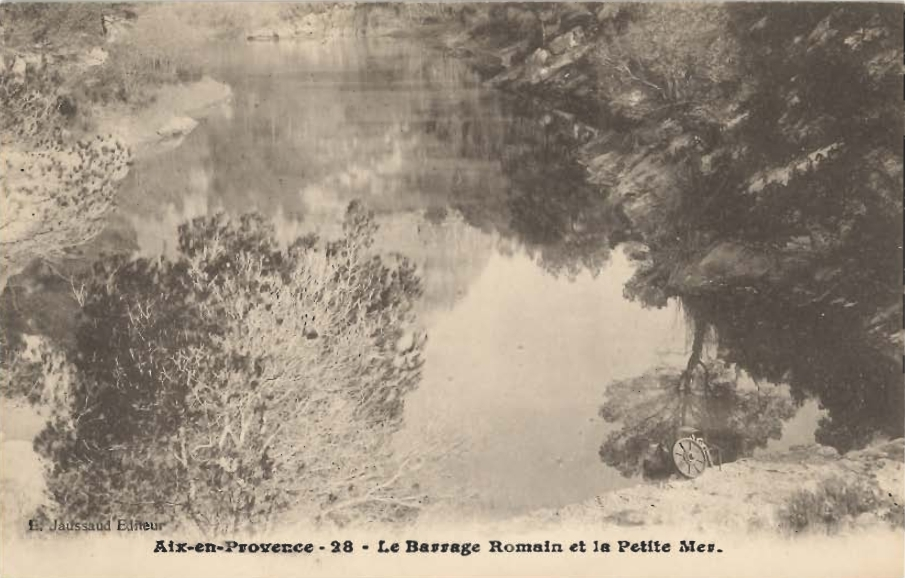
Barrage de la Petite Mer.

Comme pour toutes les rivières de Provence de nombreux ouvrages hydrauliques ont été construits le long de son cours. Mais les trois plus importants sont les trois barrages voûtes :
- Le barrage Bimont (Cote 351, w3w : croire.clôturer.augmentons). Barrage voûte mis en service en 1952 sur la commune de Saint-Marc-Jaumegarde. Il est alimenté principalement par l'eau du canal de Provence, amenée par une galerie souterraine.
- Le barrage Zola (cote 242, w3w : infliger.ligament.groupage). C'est le tout premier barrage voûte de l'ère industrielle. À ce titre, il constitue une innovation technique de premier ordre dans le domaine des ouvrages hydrauliques. Mis en service en 1854 il restera le plus grand barrage de France jusqu’en 1866
- Le barrage de La Petite Mer (cote 205, w3w : piqueter.chanter.conifère). Petit barrage voûte construit au Moyen Âge, en 1475, pour alimenter le nouveau château du Tholonet. La cause passe actuellement librement par la vidange. Subsiste une roue dentée de commande sur ce qui passe maintenant pour un simple pont.
- Le "barrage Romain"  est en fait composé d'un aqueduc[12] (cote 195, w3w : aucun.brodeuse.criant), avec en partie basse un petit barrage (cote 186) servant de départ au bief alimentant les bassins du château cachant un autre barrage plus ancien (voir ci dessous).

## La Cause
La Cause, ou Cose selon sa forme ancienne, est le nom de cette rivière sur la partie finale de son cours.

### Cours de la Cause

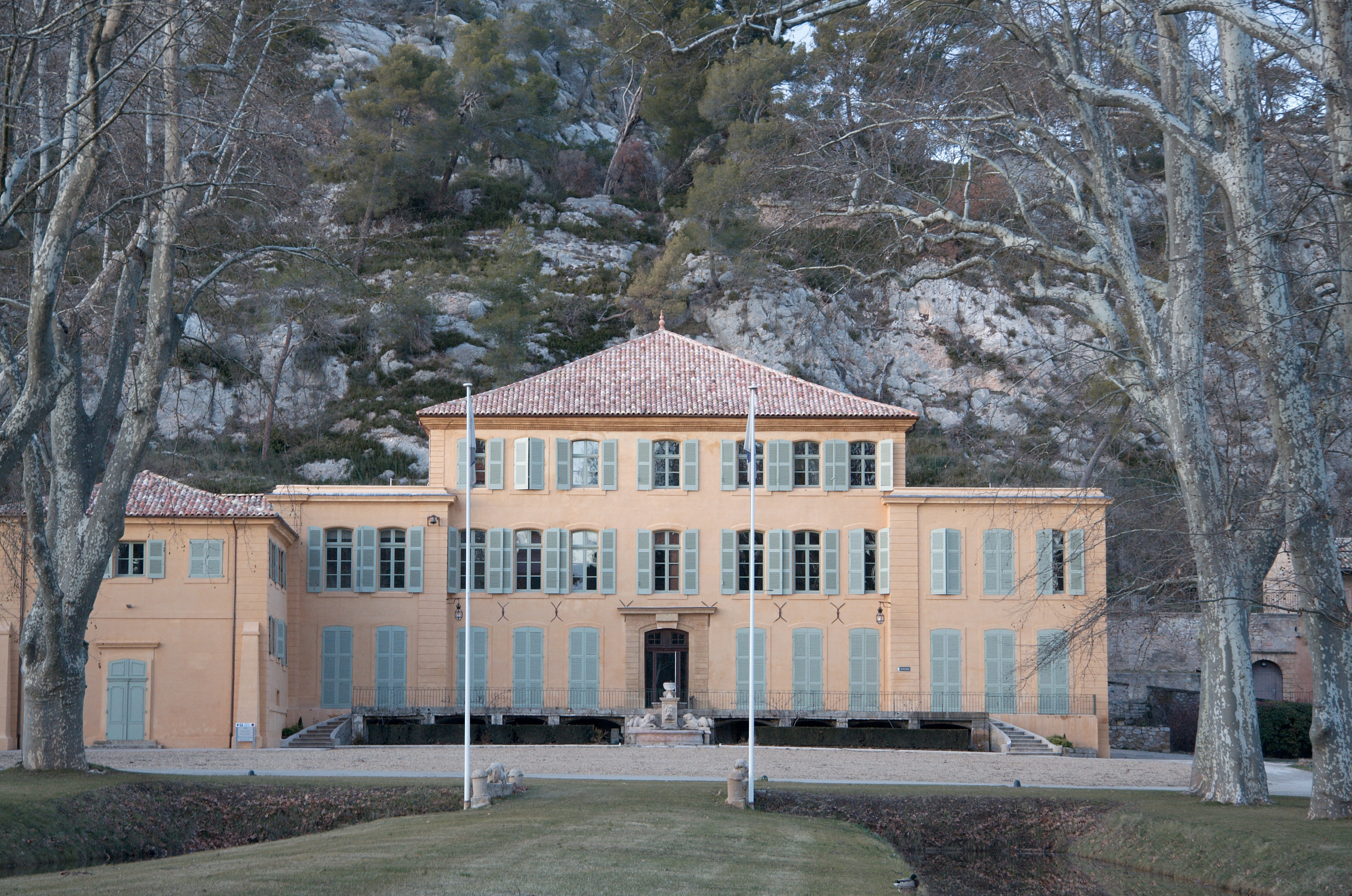
Château du Tholonet.

La Cause démarre à la sortie de la très étroite gorge de La Petite Mer. Ce lieu se nomme, dans la tradition orale du Tholonet, « Le bout du monde ».
La Cause descend vers le sud, passe à 180 mètres d'altitude à l'emplacement des ruines de l'aqueduc romain conduisant les eaux de Saint-Antonin-sur-Bayon à Aquae Sextiae. C’est aussi ici que se cache sous les tufs de la cascade un barrage voûte romain. Nous avons donc à cet endroit deux vestiges romains différents le pont aqueduc et le barrage. Ensuite, la Cause descend en pente légère jusqu'au hameau de Palette, où elle rejoint l'Arc, son fleuve collecteur, à 150 mètres d'altitude.

### Commune traversée
- Le Tholonet

### Affluents
- Rive droite :
  - Ruisseau de la Risante
  - Ruisseau de Saint Jacques
- Rive gauche :
  - Le Camp Long

### Eaux de la Cause
Les eaux de la Cause sont d’aussi bonne qualité chimique et écologique que celles de l’Infernet.

### Régime hydraulique et débits
Nous sommes en aval du barrage Zola, le régime hydraulique est non naturel. Les deux grands barrages présents en amont, écrêtent les crues, et le débit est pérenne et quasiment constant. Il représente environ 50 litres par seconde.

### Ouvrages hydrauliques
Comme pour toutes les rivières de Provence de nombreux ouvrages hydrauliques, pour l’irrigation agricole, ont été construits le long de son cours. L’alimentation du château du Tholonet, ou l’eau avait une grande importance, assurait l’irrigation des prairies et des jardins, alimentation de plusieurs fontaines et des bassins. Mais surtout, trois moulins utilisaient la force motrice de la Cause pour moudre les grains, écraser les olives et couper les blocs de marbre du Tholonet.
Plusieurs points de captages pour l’irrigation sont encore visibles dans le plaine de Palette.

## Barrages voûtes
L’Infernet / la Cause aura été, durant 2 000 ans une zone privilégiée pour les hydrauliciens. Nous avons quatre barrages voûtes, sur seulement 4 km de rivière, construits à quatre époques de l’histoire des techniques :
- L’Antiquité avec le barrage romain du Tholonet ;
- Le Moyen Âge avec le barrage de La Petite Mer ;
- Le XIXe siècle avec le barrage Zola ;
- Le XXe siècle avec le barrage Bimont.